# Limnonectes laticeps
Limnonectes laticeps är en groddjursart som först beskrevs av George Albert Boulenger 1882.  Limnonectes laticeps ingår i släktet Limnonectes och familjen Dicroglossidae. IUCN kategoriserar arten globalt som livskraftig. Inga underarter finns listade i Catalogue of Life.